# Met Center
Das Met Center (bis 1982: Metropolitan Sports Center) war eine Mehrzweckhalle in Bloomington, Minneapolis, Minnesota.

## Geschichte und Nutzung
Entworfen wurde die Halle von den Pattee Architects. Am 3. Oktober 1966 wurde der Grundstein für die Halle gelegt. Die Bauleiter der Unternehmen K.M. Clark Engineering, Brush & Morrow sowie Ernest W. Ganley Co erbauten die Halle für 5,8 Millionen US-Dollar. Eröffnet wurde das Met Center am 21. Oktober 1967. Am 13. April 1993 hatte die Halle ausgedient und war seitdem geschlossen und verlassen. Da die Halle immer weiter verfiel, wurde sie letztlich am 13. Dezember 1994 abgerissen. Die Halle wurde für Wettkämpfe der Disziplinen Fußball, Basketball, Tennis und Hockey genutzt. Ebenso diente die Halle als Veranstaltungsort für Konzerte; so traten hier Künstler wie Elvis Presley, Eric Clapton, Grateful Dead, Michael Jackson und Prince vor ausverkauftem Hause auf.
Unter anderem waren hier die Minnesota North Stars, die Minnesota Muskies, die Pittsburgh Condors sowie die Minnesota Timberwolves hier zu Hause.
Die Halle gehörte der Metropolitan Sports Facilities Commission (MSFC), die sie auch operierte.